# Maria Luisa Prada Sarasua
María Luisa Prada Sarasua nació en Mieres del Camino, Asturias, España, localidad en la que vivió los primeros años de su vida para luego trasladarse a Gijón, ciudad en la que reside actualmente y en la que creó su propia empresa que ella misma dirige.
Estudió Secretariado Internacional e Idiomas, y habla, lee y escribe cuatro de ellos: español, francés, inglés e italiano. Mientras que comprende y lee, catalán, aranés, gallego y portugués.
Su vida profesional nada tiene que ver con la literatura, y aunque siempre le gustó escribir, fue en el año 2004 cuando envió a una editorial su primera novela y ese fue el comienzo de su vida literaria.
Esta novela cuyo título es "Vivir al sol" salió a la luz en abril del 2004, (varias ediciones), en el 2005 y en el mismo mes, lo hizo su segunda novela "Bajo el agua", (2ª edición mayo de 2009), en abril de 2006 la titulada "En el túnel" (2ª edición diciembre de 2007) en abril del 2007 la que lleva por título "Una cita en Arlés" (varias ediciones), en abril de 2008 la titulada "Manarola", en diciembre del año 2009  "El hierro del mayoral" (varias ediciones), en diciembre de 2011 "La sombra del ámbar" (2ª edición enero de 2012) y en diciembre de 2013 “El misterioso anacoreta”, en esta ocasión dedicada al público juvenil, con una segunda edición en abril de 2017. En diciembre de 2016 ve la luz  "Los secretos de Abril".  "La insólita historia de Damián Casares" , publicada en octubre de 2019, transcurre principalmente en Asturias. Su trama comienza en Aviles, a partir de la llegada de los "sin papeles" de entonces que formaban parte del colectivo de obreros que construyeron Ensidesa. Ese hecho forma la primera parte de la novela, luego ya continua en la época actual. Su última novela "La luz del Alba" (marzo de 2023), ambientada en la localidad asturiana de Mieres, narra la historia de una familia obligada a luchar contra la tristeza y las desventuras y seguir hacia adelante.
Todas sus novelas han sido editadas por la editorial asturiana KRK Ediciones.
También ha escrito “La noche del arpa” y “La vida sigue” a petición de la Asociación de Escritores de Asturias y de la revista Prímula.
Todos sus trabajos fueron presentados en varias ciudades españolas y francesas y con ellos estuvo presente en las Ferias del Libro de Madrid, Oviedo, Avilés y Lugo,  llegando a conseguir un notable éxito.
Todas sus obras están pasadas por la ONCE a su sistema para ciegos.
Desde su entrada en este mundo literario, participa como jurado en diferentes concursos, hace de pregonera y da conferencias en eventos culturales y solidarios, escribe prólogos y guiones, da charlas en colegios y forma parte de tertulias literarias radiofónicas.

## Obra
- Vivir al sol. 2004
- Bajo el agua. 2005
- En el Túnel. 2006
- Una cita en Arlés. 2007
- Manarola. 2008
- El hierro del mayoral. 2009
- La sombra del ámbar. 2011
- El misterioso Anacoreta. 2013/abril de 2017 (2º edición).
- Los secretos de Abril. 2016.
- La insólita historia de Damián Casares. 2019.
- La luz del Alba. 2023.